# Rutebeuf
Rutebeuf of Rustebeuf was een Frans dichter uit de Middeleeuwen. Het is onduidelijk wanneer hij precies geboren en gestorven is. Men schat dat hij geleefd heeft tussen 1230 en 1285. Zijn naam dankt hij waarschijnlijk aan zijn bijnaam: Rudeboeuf. Deze bijnaam gebruikt hij in zijn werk. Hij schreef onder andere Vie de Sainte Helysabel, een hagiografie, en satirische gedichten, zoals Renart le Bestourné ou Dit de l'Herberie .
Julia Bastin en Edmond Faral publiceerden in 1958-1960 zijn verzameld werk in twee boekdelen.

## Le sacristain et la femme au chevalier, vers 758 tot en met vers 760
« Il est rude, c'est pourquoi il s'appelle Rudeboeuf. 

Rutebeuf oeuvre rudement, 

Souvent dans sa rudesse dit des choses fausses. »